# Двуглинково
Двуглинково — деревня сельского поселения Краснопоймовское в Луховицком районе Московской области.

## Расположение
Деревня расположена вблизи реки Вобля (приток Оки), в 4 км к востоку от посёлка Красная Пойма и в 7 км к северо-востоку от города Луховицы. Ближайший населённый пункт: Горетово (на юго-востоке).

## Население
| 2002 | 2006 | 2010 |
| ---- | ---- | ---- |
| 202  | ↘180 | ↘152 |

## Транспорт
Через деревню проходит автобус № 32 Луховицы — Красная Пойма — Подлипки.
В деревне имеется 3 остановочных пункта — Двуглинково-1, Двуглинково-2 и Двуглинково-3.
Через деревню также проходит автобус № 64 Фруктовая — Луховицы — Коломна (автовокзал Голутвин) и укороченный рейс № 2741 этого маршрута (Луховицы — Коломна).

## Сельское хозяйство
В деревне находится молочный комплекс, рассчитанный на 2200 голов крупного рогатого скота, из них 1800 коров. На начало 2006 года была введена в эксплуатацию первая очередь комплекса, рассчитанная на 880 коров. Строительство второй очереди проводилось в рамках осуществления национального проекта «Развитие АПК» на территории Московской области. В начале ноября 2006 года вторая очередь была завершена: в деревне открылся новый животноводческий комплекс.